# بید علفی کندوانی
بید علفی کندوانی، علف خر کندوانی (نام علمی: Epilobium rechingeri) نام یک گونه (زیست‌شناسی) از سرده بید علفی است.